# NGC 1656
NGC 1656 (بالألمانية: NGC 1656) التي يرمز لها بالرمز NGC 1656، وGSC 04744-00421، وLEDA 15949، وMCG-01-13-005، و2MASX J04455340-0508121، وPGC 15949، و6dFGS gJ044553.4-050812، هي مجرة، في كوكبة النهر.

## الاكتشاف
اكتشفت في 10 فبراير 1830، بواسطة جون هيرشل.